# Inventário Nacional da Diversidade Linguística
O Inventário Nacional da Diversidade Linguística (INDL) é um inventário criado em 9 de dezembro de 2010 para preservar as línguas brasileiras de cunho indígena ou imigrante.
Estima-se que no Brasil existam 210 línguas, sendo destas aproximadamente 180 línguas indígenas, e 30 línguas de comunidades históricas de imigrantes. A Instituição irá então mapear as isoglossas destas línguas, de forma a emitir o título de Referência Cultural Brasileira, que será expedido em seguida pelo Ministério da Cultura (MinC).
Em 2019, foi instituída a Comissão Técnica do Inventário Nacional da Diversidade Linguística.